# Brickyard 400

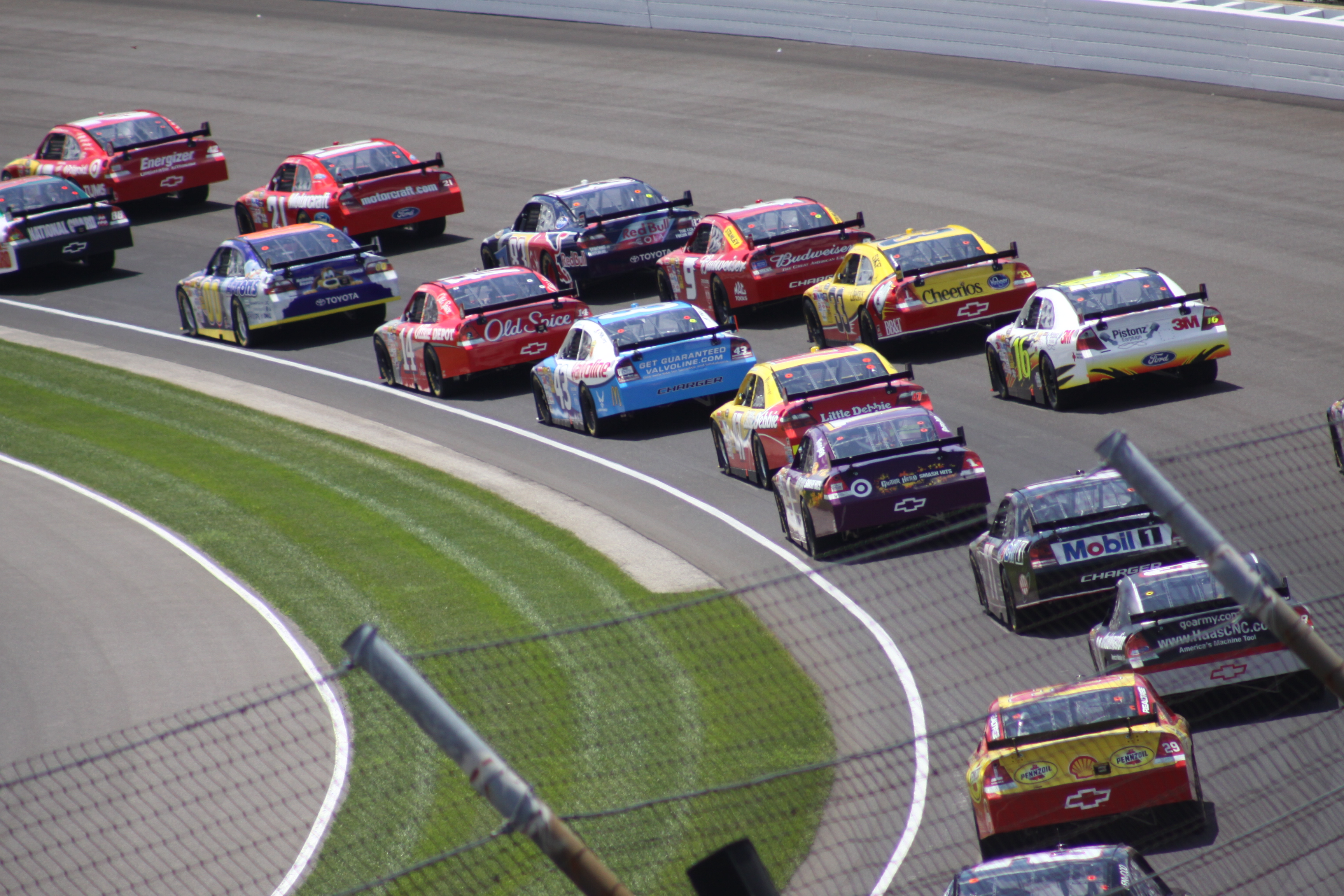
Brickyard 400 in 2009

De Brickyard 400 (vanaf 2005 officieel de Allstate 400 at the Brickyard) is een race uit de NASCAR Sprint Cup kalender die vanaf 1994 jaarlijks gehouden wordt op de Indianapolis Motor Speedway.

## De race
Toen negen NASCAR-teams in 1992 uitgenodigd werden om te gaan testen op de Indianapolis Motor Speedway ontstond het idee om een NASCAR wedstrijd te organiseren op het befaamde circuit. In 1993 kwam er een gezamenlijke mededeling van Tony George, toenmalig manager van het circuit en Bill France Jr, toenmalig manager van de NASCAR dat er vanaf 1994 een Winston Cup-race zou gehouden worden. De eerste race werd gehouden op 6 augustus 1994 en werd gewonnen door Jeff Gordon. Gordon en Jimmie Johnson zijn recordhouder met elk vier overwinningen. Gordon won naast de race in 1994 ook de races van 1998, 2001 en 2004, Johnson won in 2006, 2008, 2009 en 2012.

## Winnaars van de race
| Jaar | Coureur        | Auto      | Afstand (in mijl) | Gem.snelheid (mph) | Team                         |
| ---- | -------------- | --------- | ----------------- | ------------------ | ---------------------------- |
| 1994 | Jeff Gordon    | Chevrolet | 400               | 131,932            | Hendrick Motorsports         |
| 1995 | Dale Earnhardt | Chevrolet | 400               | 155,218            | Richard Childress Racing     |
| 1996 | Dale Jarrett   | Ford      | 400               | 139,508            | Robert Yates Racing          |
| 1997 | Ricky Rudd     | Ford      | 400               | 130,828            | Rudd Performance Motorsports |
| 1998 | Jeff Gordon    | Chevrolet | 400               | 126,770            | Hendrick Motorsports         |
| 1999 | Dale Jarrett   | Ford      | 400               | 148,288            | Robert Yates Racing          |
| 2000 | Bobby Labonte  | Pontiac   | 400               | 155,918            | Joe Gibbs Racing             |
| 2001 | Jeff Gordon    | Chevrolet | 400               | 130,790            | Hendrick Motorsports         |
| 2002 | Bill Elliott   | Dodge     | 400               | 125,033            | Evernham Motorsports         |
| 2003 | Kevin Harvick  | Chevrolet | 400               | 134,548            | Richard Childress Racing     |
| 2004 | Jeff Gordon    | Chevrolet | 402,5             | 115,037            | Hendrick Motorsports         |
| 2005 | Tony Stewart   | Chevrolet | 400               | 118,782            | Joe Gibbs Racing             |
| 2006 | Jimmie Johnson | Chevrolet | 400               | 137,182            | Hendrick Motorsports         |
| 2007 | Tony Stewart   | Chevrolet | 400               | 113,379            | Joe Gibbs Racing             |
| 2008 | Jimmie Johnson | Chevrolet | 400               | 115,117            | Hendrick Motorsports         |
| 2009 | Jimmie Johnson | Chevrolet | 400               | 145,882            | Hendrick Motorsports         |
| 2010 | Jamie McMurray | Chevrolet | 400               | 136,054            | Earnhardt Ganassi Racing     |
| 2011 | Paul Menard    | Chevrolet | 400               | 140,766            | Richard Childress Racing     |
| 2012 | Jimmie Johnson | Chevrolet | 400               | 137,680            | Hendrick Motorsports         |
| 2013 | Ryan Newman    | Chevrolet | 400               | 153,485            | Stewart-Haas Racing          |